# Adonisea lora
Adonisea lora là một loài bướm đêm trong họ Noctuidae.